# Dirty Pretty Things
Dirty Pretty Things é uma banda liderada por Carl Barât, um ex-integrante da banda The Libertines. A formação da banda foi anunciada em Setembro de 2005, quando Pete Doherty teria se envolvido com drogas que resultou na separação do The Libertines em 2004. Barât tinha trabalhado com a gravadora Vertigo e tinha revelado anteriormente que seu novo projeto era com o selo. Dirty Pretty Things fez seus primeiros shows em Outubro de 2005, na Itália e na França.
Inicialmente, o nome da banda causou alguns problemas. Uma banda de 4 integrantes de Salisbury estava usando o nome "Dirty Pretty Things" desde o início de Janeiro de 2005, dizendo ter registrado o nome no Reino Unido; os dois grupos chegaram a um acordo em relação ao nome, e a banda de Salsbury foi renomeada para Mitchell Devastation. Uma banda australiana havia tocado com o nome "Dirty Pretty Things" desde 2003, mas também optou por mudar de nome.

## História

### Formação e Waterloo to Anywhere: 2005-2006
Dirty Pretty Things gravou seu primeiro álbum em Los Angeles, Califórnia com o aclamado produtor Dave Sardy, e em Glasgow, Escócia com o produtor Tony Doogan. "You Fucking Love It", a primeira faixa do primeiro álbum da banda, foi disponibilizada em um cd de graça com a edição de 1º de Abril de 2006 da NME intitulada "NME e MTV2 apresenta as melhores novas bandas de 2006".
O primeiro cd, Waterloo to Anywhere, foi lançado no dia 8 de Maio de 2006, alcançando o terceiro lugar nas paradas de sucesso e recebendo boas críticas. O primeiro single (e primeiro lançamento oficial) do álbum, "Bang Bang, You're Dead", foi lançado no dia 24 de Abril de 2006 e alcançou o quinto lugar na lista de singles na sua primeira semana de venda. O segundo single, "Deadwood", foi lançado no dia 10 de Julho de 2006 e ficou com o vigésimo lugar nessa mesma lista. O terceiro single, "Wondering", foi lançado no dia 25 de Setembro de 2006 e ficou com o trigésimo quarto lugar.
A banda fez uma extensa turnê no Reino Unido durante o primeiro semestre de 2006. Eles fizeram seu primeiro show na América no Festival de SXSW, no Texas. Durante o inverno de 2006, o grupo tocou em diversos festivais ingleses, incluindo o Gonville & Caius College May Ball 2006, Isle of Wight Festival, Wireless Festival, T in the Park, e o Irish festival of Oxegen.
Em 16 de Outubro de 2006, a banda lançou um DVD, Puffing On a Coffin Nail, que apresentou mais que duas horas e meia de concerto, fotos e documentários. Em 25 de Outubro de 2006, Barât apresentou um convidado especial durante o Electric Proms, fazendo um dueto em "Peacock Suit" e "In the City".

### Romance at Short Notice: 2007-2008
A banda se apresentou com Muse em 16 de Junho de 2007 no Wembley Stadium e com Red Hot Chili Peppers em 24 de Junho no Goffertpark Nijmegen na Holanda. Eles ainda tocaram em Glastonbury 2007 e tocaram muitas músicas novas. Em 22 de Julho, a banda tocou com Pet Shop Boys no Eden Project em Cornwall, tocando poucas de suas novas músicas, incluindo "Come Closer"., "Radio Song" (co-escrita por Barât e Chris McCormack) foi lançado como parte da trilha sonora de Run, Fat Boy, Run, em 7 de Setembro de 2007 para download, e em 10 de Setembro de 2007 em CD. Em Outubro a banda apareceu no Love Music Hate Racism CD, que foi dado ausente com cópias da NME e ainda disponível como download do site da LMHR. "9 Lives" foi contribuição de Dirty Pretty Things para o álbum de graça e foi finalizado em estúdio.
A banda planejou gravar o álbum no verão de 2007, para estar pronto em Setembro de 2007, entretanto a banda foi tendo problemas com a produção e foi lançado a data mais tardiamente. Em 2 de Maio de 2008 a banda completou 12 faixas de seu segundo álbum e mais tarde revelou o título para Romance at Short Notice. O nome é uma referência para a linha final da história de Saki, "The Open Window." Previamente o título This Is Where The Truth Begins foi circulado como o nome do novo álbum.
Em 12 de Maio de 2008, a música "Hippy's Son" foi disponibilizada para download no site oficial da banda e em 22 de Junho, a banda colocou o álbum disponível em streamming no site da NME.com. Romance at Short Notice foi lançado em 30 de Junho de 2008, com o single "Tired of England" lançado uma semana antes em 23 de Junho. Ambos, falharam conseguir boas colocações em listas. O álbum entrou na Lista de álbuns do Reino Unido na trigésima quinta colocação e ficou lá durante duas semanas. Em 7 de Julho, a banda colocou 4 música disponíveis para download no Napster - "Buzzards and Crows", "Plastic Hearts", "Hippy's Son" e uma cover de Bob Dylan, "Subterranean Homesick Blues".

### Separação
Em 1 de Outubro de 2008, foi anunciado que a banda se separou depois de um longo mês em turnê no Reino Unido, começando em Preston em 3 de Outubro. No momento a banda disse que deram um tempo para "tentar novas coisas" mas adicionaram que elas não estariam envolvidas com o The Libertines.
O último produto deles, 'The Last Hurrah' foi anunciado para 20 de Dezembro de 2008, no Astoria 2 em Londres. Dividindo com os The Paddingtons. A banda prometeu uma noite para relembrar e assinar o obrigado para os fãs leais da banda.

## Discografia

### Álbuns
- Waterloo to Anywhere (2006)
- Romance At Short Notice (2008)

### Singles
| Ano  | Título                  | Posição nas Paradas | Posição nas Paradas | Posição nas Paradas | Álbum                |
| Ano  | Título                  | UK Singles Chart    | UK Download Chart   | US Modern Rock      | Álbum                |
| ---- | ----------------------- | ------------------- | ------------------- | ------------------- | -------------------- |
| 2006 | "Bang Bang You’re Dead" | #5                  | #4                  | -                   | Waterloo to Anywhere |
| 2006 | "Deadwood"              | #20                 | -                   | -                   | Waterloo to Anywhere |
| 2006 | "Wondering"             | #34                 | -                   | -                   | Waterloo to Anywhere |

### DVDs
- Puffing on a Coffin Nail - Ao vivo no Fórum

### Clipes
- "Bang Bang You’re Dead" dirigido por Giorgio Testi
- "Deadwood" dirigido por Barney Clay
- "Wondering"